# John Powell (Fußballspieler)
Thomas John Powell (* 23. Januar 1966) ist ein ehemaliger walisischer Fußballspieler.

## Karriere
Powell spielte von 1992 bis 1998 für Cwmbran Town in der League of Wales, der seinerzeit höchsten Spielklasse im walisischen Fußball. Am Ende der Premierensaison belegte er mit seiner Mannschaft in einem Teilnehmerfeld von 20 Mannschaften den ersten Platz und krönte sich zum ersten Meister von Wales; zudem war er mit zwölf Toren vereinsintern bester Torschütze – Torschützenkönig mit 29 Toren wurde Steve Woods vom Ebbw Vale AFC. Aufgrund des errungenen Titels war seine Mannschaft zur Teilnahme an der Champions League berechtigt. Seine ersten beiden Spiele bestritt er am 18. August und 1. September 1993 gegen Cork City in der Vorrunde, in der seine Mannschaft aufgrund der seinerzeit angewandten Auswärtstorregel (Hinspiel 3:2-Sieg, Rückspiel 1:2-Niederlage) bereits aus dem Wettbewerb ausschied. Bei der vorletzten Austragung des Wettbewerbs um den Europapokal der Pokalsieger bestritt er die beiden Qualifikationsspiele gegen den FC Național Bukarest, die mit 2:5 im Hinspiel und mit 0:7 im Rückspiel verloren wurden. Die Austragung der Qualifikationsspiele wurde durch das mit 1:2 verlorene Finale um den nationalen Vereinspokal gegen Meister Barry Town United am 18. Mai 1997 im Ninian Park von Cardiff erst ermöglicht.

## Erfolge
- Walisischer Meister 1993
- Walisischer Pokal-Finalist 1997